# Рудяк, Михаил Семёнович
Михаи́л Семёнович Рудя́к (1 апреля 1960, Староконстантинов, Хмельницкая область — 5 мая 2007, Москва) — советский и российский предприниматель, геолог, основатель и владелец корпорации «Ингеоком».

## Биография
Михаил Семёнович Рудяк родился 1 апреля 1960 года в Староконстантинове. В 1982 году окончил Геологический факультет МГУ по специальности «инженерная геофизика», в затем и аспирантуру. Занимался геологоразведкой, затем работал в Министерстве энергетики СССР.
В 1988 году создал строительный кооператив «Ингеоком», в 1993 году преобразованный в ЗАО «Объединение „Ингеоком“», которое впоследствии стало одним из лидеров российского строительного бизнеса. Компания «Ингеоком» возводила в Москве жилые дома, подземные сооружения, в частности, построила торгово-развлекательный комплекс «Атриум» на площади Курского вокзала, линию метрополитена от ММДЦ «Москва-Сити» до станции «Киевская», а кроме того выиграла конкурсы на проектирование многоярусной стоянки в аэропорту «Домодедово» и на строительство метро в одной из стран Восточной Европы.
27 февраля 2000 года Михаил Рудяк катался с друзьями на снегоходах в посёлке Раздоры Одинцовского района. В какой-то момент его снегоход вместе с актрисой Мариной Левтовой и её дочерью Дарьей Мороз упал в овраг. Дарья получила переломы, Рудяк получил серьёзную черепно-мозговую травму, а Левтова умерла в тот же день в Одинцовской больнице.
В 2001 году Рудяк продал примерно 70 % компаний, которые принадлежат «Ингеокому» за границей и в России. В 2007 году Рудяк занял 64-е место в списке самых богатых россиян в рейтинге русской версии журнала Forbes с личным состоянием 970 млн $.

## Личная жизнь
Был женат на Маргарите Рудяк, в браке с которой родились сыновья Александр и Эрнест, и дочь Юлия. В последние годы жизни жил в гражданском браке с актрисой Евгенией Крюковой.
В мае 2007 года во время перелёта из Португалии в Москву Рудяк потерял сознание. В аэропорту врачи констатировали кому и подключили его к аппарату искусственного дыхания. Вскоре врачи признали, что вернуть его к жизни невозможно. С письменного согласия Маргариты Рудяк, прилетевшей из Бостона, он был отключён от аппарата и умер 5 мая 2007 года. Причиной смерти стал отёк мозга, вызванный старой травмой головы. Похоронен в Бостоне.

## Память
В память о добрых делах бизнесмена был создан «Фонд Михаила Рудяка», который занимается благотворительной деятельностью с 2008 года.